# Lady Liberty (árvore)

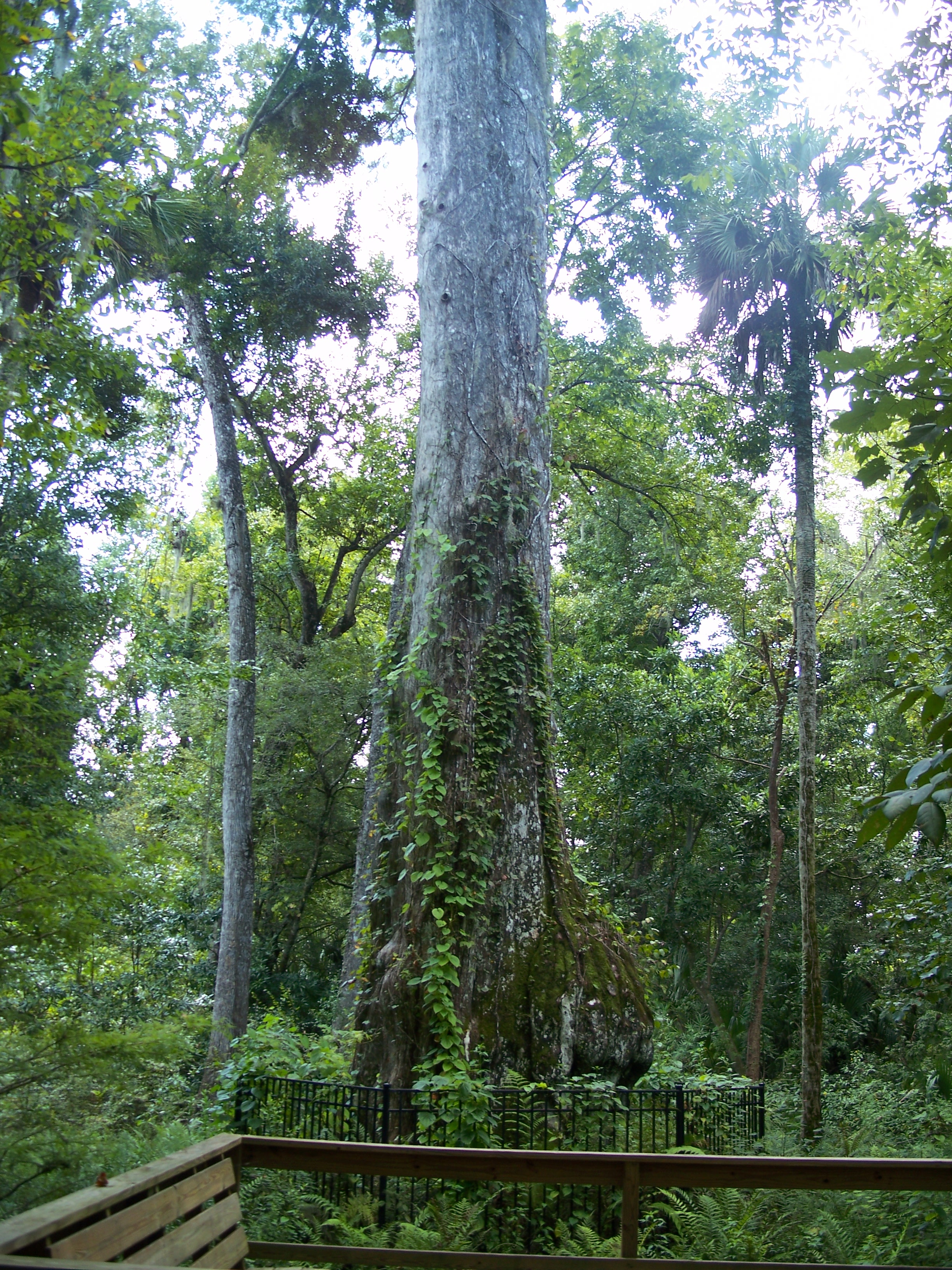
Lady Liberty em 2007.

Lady Liberty é um cipreste calvo (Taxodium distichum) localizado no Big Tree Park em Longwood, Flórida. A árvore tem mais de 2.000 anos e fica a 12 metros do antigo local do The Senator, um cipreste careca de 3.500 anos que foi incendiado em 16 de janeiro de 2012. Com o desaparecimento do senador, o Big Tree Park notou melhor seu último gigante restante e tomou medidas para garantir sua preservação.

## Dimensões

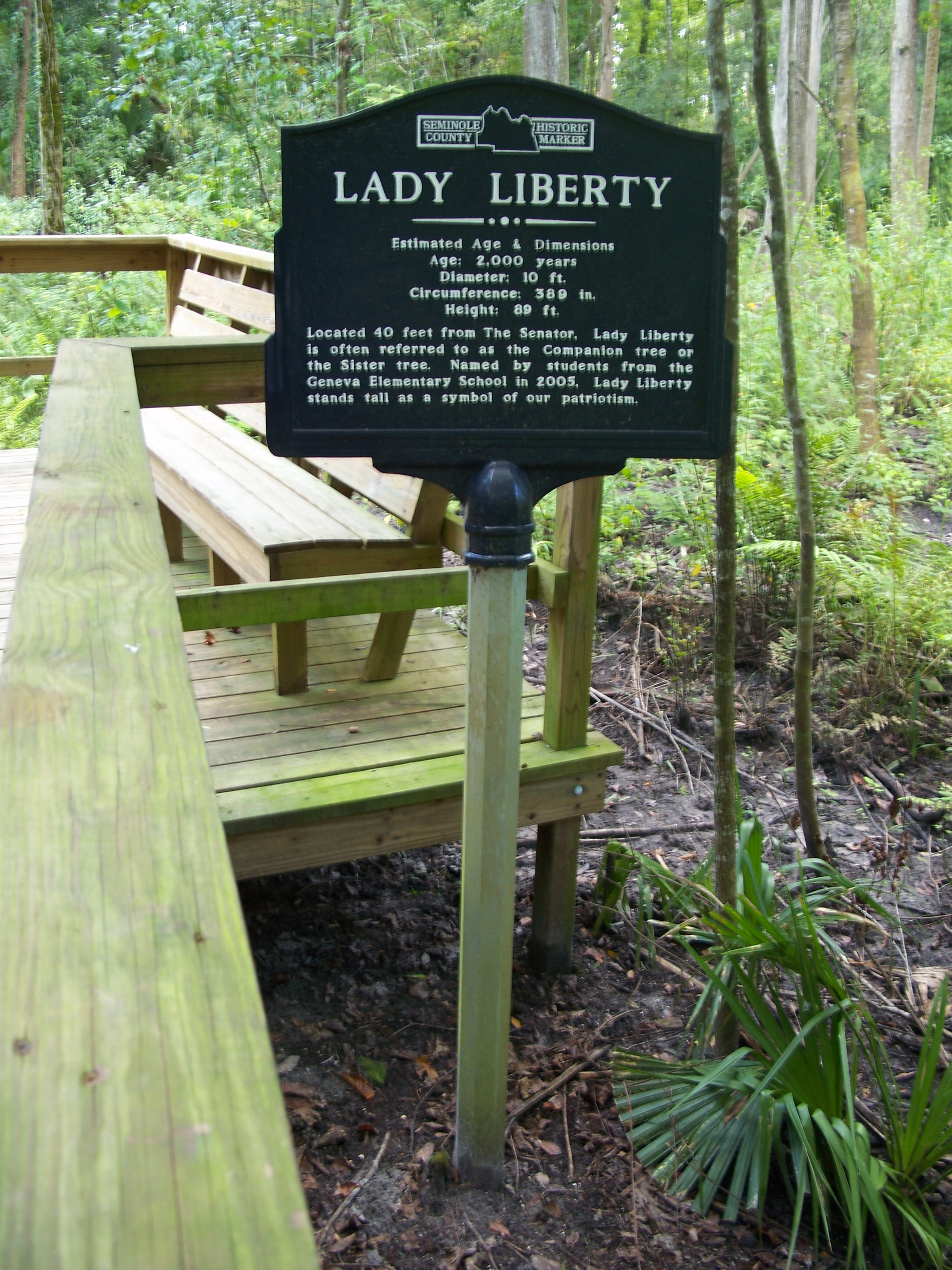
Marcador histórico na base da árvore.

No momento da sua última medição registrada em 2015, a árvore tinha 82 pés de altura, com uma circunferência do tronco de 394 polegadas e uma coroa espalhada de 34 pés. Suas dimensões não lhe conferem o status de árvore campeã da Flórida de sua espécie, mas está listada entre vários desafiantes. 

## Idade
Nenhuma estatística de envelhecimento específica para a árvore está disponível. No entanto, com base em seu tamanho, inúmeras fontes florestais estimam que a árvore tenha pelo menos 2.000 anos de idade.

## Nome
Durante anos, a grande árvore que fica perto de The Senator foi simplesmente chamada de "O Companheiro". No entanto, em 2005, a Escola Primária de Genebra realizou um concurso para encontrar um nome mais adequado para a árvore. Dois alunos da quinta série enviaram o nome "Lady Liberty", vencendo o concurso. Um dos galhos da árvore fica em um ângulo que, se visto corretamente, "parece um braço erguido da Estátua da Liberdade".

## Preservação
Lady Liberty só é visível diretamente desde 2005, quando a árvore foi renomeada oficialmente. Nesse ponto, o condado estendeu o calçadão para fornecer acesso à árvore e também ergueu uma cerca protetora ao seu redor. Desde a destruição do The Senator, a árvore assumiu os holofotes no Big Tree Park, pois o município de Seminole busca manter a popularidade do parque e garantir a preservação de seu último gigante restante. O parque permaneceu fechado por vários meses, imediatamente após o incêndio, durante o qual tanto Lady Liberty quanto o antigo local do senador estavam cercados por cercas novas, mais altas e mais fortes. Em 2015, um grupo de arboristas solicitou ao município que retirasse mudas da árvore, tratando-as com esteroides para iniciar o crescimento radicular, com o objetivo de criar um clone bem-sucedido da árvore.